# Rushden, Hertfordshire
Rushden är en ort i Storbritannien.   Den ligger i grevskapet Hertfordshire och riksdelen England, i den sydöstra delen av landet, 50 km norr om huvudstaden London. Rushden ligger 137 meter över havet och antalet invånare är 201.
Terrängen runt Rushden är huvudsakligen platt. Rushden ligger uppe på en höjd. Runt Rushden är det tätbefolkat, med 286 invånare per kvadratkilometer. Närmaste större samhälle är Stevenage, 10,0 km sydväst om Rushden. Trakten runt Rushden består till största delen av jordbruksmark.